# محمد موسالوف
محمد موسالوف (روسی: Магомед Ахмедович Мусалов؛ زادهٔ ۹ فوریهٔ ۱۹۹۴) بازیکن فوتبال اهل روسیه است.
از باشگاه‌هایی که در آن بازی کرده‌است می‌توان به باشگاه فوتبال زسکا خاباروفسک و باشگاه فوتبال آنژی مخاچ‌قلعه اشاره کرد.